# Leikanger
Leikanger é uma comuna da Noruega, com 185 km² de área e 2 192 habitantes (censo de 2004).